# پریمرا ایر
پریمرا ایر (به انگلیسی: Primera Air) یک شرکت هواپیمایی با کد یاتا PF است که در تاریخ ۲۰۰۳ میلادی تأسیس شده است. دفتر مرکزی پریمرا ایر در کپنهاگ، دانمارک واقع شده است و قطب این شرکت هواپیمایی در فرودگاه بیلاند قرار دارد.